# Jonathan Reynolds
Jonathan Neil Reynolds (* 28. August 1980 in Houghton-le-Spring, Sunderland) ist ein britischer Politiker der Co-operative-Party. Seit dem 5. Juli 2024 amtiert er als Minister für internationalen Handel und Wirtschaft im Kabinett von Premierminister Keir Starmer.

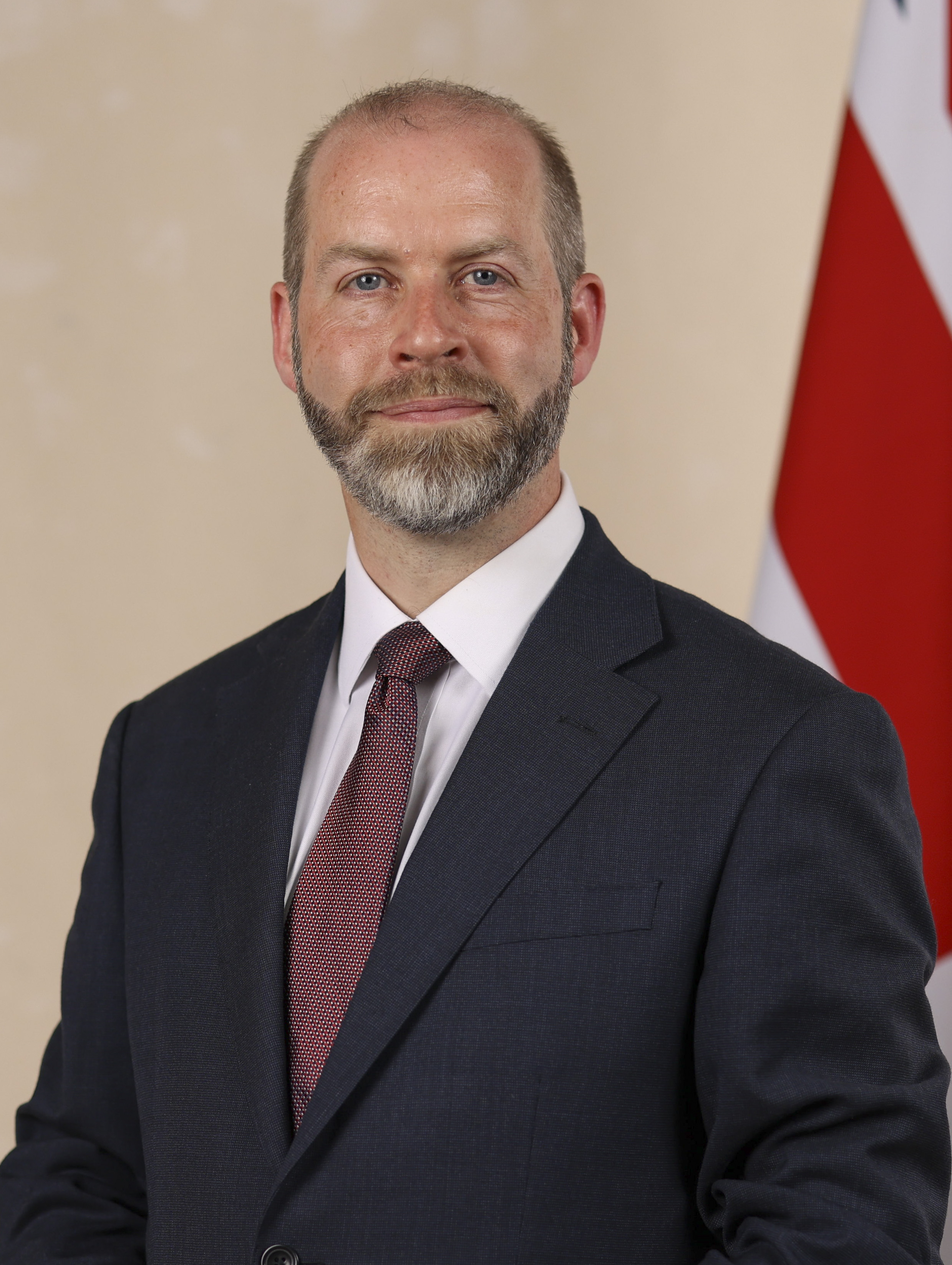
Offizielles Porträt, Juli 2024

## Leben
Reynolds wuchs zusammen mit einer älteren Schwester in einer Arbeiterfamilie auf. Sein Vater arbeitete als Feuerwehrmann, seine Mutter bei Provident, einem britischen Kreditunternehmen. Nach dem Abschluss am Sunderland College studierte Reynolds Politikwissenschaft und Geschichte an der University of Manchester. Im Jahr 2001 schloss Reynolds dieses Studium ab. 2007 nahm er ein Jurastudium auf, das er ebenfalls mit einem Abschluss beendete.

## Politische Karriere
Nach eigenen Angaben trat Reynolds während seiner Studienzeit in Manchester der Labour-Partei bei. Seine aktive politische Karriere begann nach den Kommunalwahlen im Jahr 2007, bei denen er in den Rat von Tameside gewählt wurde.
Im Zuge der britischen Unterhauswahl 2010 zog er für die Labour-Partei ins Parlament ein, wo er seitdem den Wahlkreis Stalybridge und Hyde vertritt. Er verteidigte seinen Parlamentssitz bei den Wahlen 2015, 2017, 2019 und 2024.
Reynolds war in verschiedenen Funktionen Mitglied in den Schattenkabinetten der früheren Labour-Vorsitzenden Ed Miliband und Jeremy Corbin. Nach der gewonnenen Unterhauswahl im Jahr 2024 berief ihn Keir Starmer als Minister in sein Kabinett.

## Privates
Seit 2010 ist Reynolds verheiratet. Aus der Ehe entstammen eine Tochter (* 2010) und zwei Söhne (* 2013, * 2015). Aus einer früheren Beziehung hat Reynolds einen weiteren Sohn (* 2003).